# Frederic Guillem de Brandenburg
Frederic Guillem de Brandenburg - Friedrich Wilhelm von Brandenburg (alemany) - (Berlín, 26 de febrer de 1620 - Potsdam, 9 de maig de 1688) fou un noble alemany, príncep elector de Brandenburg i duc de Prússia des de 1640 fins a la seva mort. És popularment conegut com el Gran Elector per la seva habilitat militar i política.

## Família
Membre de la Casa de Hohenzollern, era fill de l'elector de Brandenburg Jordi Guillem (1595-1640) i de la princesa palatina Elisabet Carlota de Wittelsbach (1597-1660).
El 7 de desembre de 1646 es va casar a La Haia amb Lluïsa Enriqueta de Nassau (1627-1667), filla del príncep d'Orange Frederic Enric i d'Amàlia de Solms-Braunfels. El matrimoni va tenir sis fills:
- Guillem Enric (1648-1649).
- Carles (1655-1674).
- Frederic (1657-1713), casat amb Sofia Carlota de Hannover (1668-1705).
- Amàlia (1656-1664).
- Enric, nascut i mort el 1664.
- Lluís (1666-1687), casat amb Lluïsa Carolina Radziwill.

Havent enviudat, el 13 de juny de 1668 es tornà a casar a Gröningen amb Sofia Dorotea de Holstein (1636-1689), filla del duc Felip de Schleswig-Holstein-Sonderburg-Glücksburg (1584-1663) i de la princesa Sofia de Saxònia-Lauenburg (1601-1660). D'aquest segon matrimoni en nasqueren:
- Felip Guillem (1669-1711), casat amb Joana Carlota d'Anhalt-Dessau (1682-1750).
- Maria Amàlia (1670-1739), casada primer amb Carles de Mecklenburg-Güstrow (1664-1688), i després amb Maurici Guillem de Saxònia-Zeitz (1664-1718).
- Albert Frederic (1672-1731), casat amb la princesa Maria Dorotea de Curlàndia (1684-1743).
- Carles (1673-1695), casat amb Catarina de Balbiano (morta el 1719).
- Elisabet Sofia (1674-1748), casada primer amb Frederic Casimir II de Kettler (1650-1698), després amb Cristià II de Brandenburg-Bayreuth (1644-1712) i finalment amb Ernest Lluís I de Saxònia-Meiningen (1672-1724).
- Dorotea (1675-1676).
- Cristià Lluís (1677-1734).

## Biografia
Va créixer durant la Guerra dels Trenta Anys, a Holanda, on va estudiar a la Universitat de Leiden, allunyat de la guerra que assolava Brandenburg. Es va educar en la fe calvinista, de la qual va ser un ferm defensor, tot i practicar una política de tolerància religiosa.
El 1638, el seu pare el va fer tornar a Berlín en contra de la seva voluntat, i l'1 de desembre de 1640, quan va heretar la corona de Brandenburg, amb un país que es trobava en una situació catastròfica: devastat durant la Guerra dels Trenta Anys, s'havia convertit en una regió pràcticament deserta; Brandenburg, Pomerània i el ducat de Cleves havien ser ocupats per l'exèrcit suec; el seu domini sobre el ducat de Prússia depenia d'una concessió a precari del rei de Polònia, que en qualsevol moment podia reclamar-li; les arques eren buides, cosa que havia provocat la deserció de moltes de les seves forces; i el govern del ducat estava en mans d'un enemic personal, el comte de Schwarzenberg.
Fruit de la seva experiència a Holanda, va veure la importància del comerç i el va promoure enèrgicament. Va emprendre tot un seguit de reformes internes que van reforçar la seva posició política al centre d'Europa, aconseguint per al seu successor elevar la categoria del ducat de Prússia a regne.
En virtut del Tractat de Westfàlia va ampliar els seus dominis amb la Pomerània Inferior, Magdeburg, Halberstadt, Minden i Cammin. Polònia va reconèixer la sobirania de Frederic Guillem sobre el Ducat de Prússia després del Tractat de Wehlau-Bromberg (1656) i la Pau d'Oliva (1660) que van cloure la seva participació en la guerra entre Suècia i Polònia.
Frederic Guillem era un militar de reconegut prestigi, i el seu exèrcit permanent més tard es convertiria en el model per a l'exèrcit prussià. Va posar les bases del futur poder de Brandenburg-Prússia gràcies a una hàbil política exterior, i creant un poderós exèrcit permanent. El 1675, la victòria que va obtenir contra els suecs, aliats del Regne de França, en la batalla de Fehrbellin ha estat interpretada com l'inici de la tradició militar de Prússia, i li va permetre obtenir la Pomerània sueca, a la qual va haver de renunciar en la pau de Saint-Germain-en-Laye.
Va introduir el funcionariat en la seva administració, cosa que li va permetre disposar d'una estructura centralitzada per als diversos territoris que havia aconseguit aglutinar i que va governar de forma absolutista.
La política econòmica que va desenvolupar va ser de caràcter mercantilista i va acceptar en els seus territoris els hugonots, que havien estat expulsats com a conseqüència de les Guerres de religió a França i que van contribuir en l'expansió de l'activitat tèxtil. Va eximir la noblesa el pagament d'impostos, a canvi de dissoldre els Estats Generals. Va millorar les comunicacions de Brandenburg i el Ducat de Prússia amb la construcció de canals fluvials que s'han mantingut fins a l'actualitat.